# Cameraria aesculisella
Cameraria aesculisella  (лат.) — вид бабочек из семейства молей-пестрянок. Распространён в восточной части Северной Америки. Кормовыми растениями гусениц являются представители рода конского каштана. В частности это конский каштан жёлтый и конский каштан голый, но также конский каштан красный, Aesculus octandra.